# Dracula (videojuego de 1986)
Dracula es un juego de aventuras de texto de CRL lanzado en 1986 para las computadoras domésticas Commodore 64, Amstrad CPC y ZX Spectrum. El juego está basado en la novela Drácula de Bram Stoker. Fue el primer videojuego en ser calificado por la BBFC. El juego recibió un certificado 15.

## Resumen
Un abogado inglés viaja a Carpatia para encontrarse con el Conde Drácula en relación con una transacción de propiedad de rutina, pero pronto se entera de que su cliente tiene intenciones ocultas siniestras.

## Jugabilidad
El juego es una aventura de texto estándar con gráficos estáticos en algunos lugares. Está dividido en tres partes:
- "Primera noche" - El joven abogado llega al país del Conde Drácula y se aloja en el Hotel Golden Krone; se observan eventos extraños
- "La llegada" - Después de un viaje lleno de acontecimientos, llega al castillo de Drácula y pronto se entera de la verdadera naturaleza de las intenciones de su anfitrión; se da cuenta de que debe escapar si quiere sobrevivir ...
- "The Hunt" - Un psiquiatra de un manicomio en Inglaterra recibe una extraña carta de un amigo que viaja por negocios en el extranjero, advirtiendo sobre "cajas de tierra" y "no-muertos"; mientras tanto, un paciente en el asilo está cada vez más perturbado...

## Recepción
El juego recibió un certificado "15" de la British Board of Film Classification debido a las imágenes sangrientas que contiene. Sin embargo, CRL expresó su decepción con esto, ya que esperaban un certificado "18".

## Legado
CRL siguió a Drácula con tres aventuras más de un estilo similar, Frankenstein, Jack the Ripper y Wolfman, todas las cuales también recibieron calificaciones de BBFC.